# Stange-Sund
Der Stange-Sund ist eine 40 km breite, 100 km lange und durch das Stange-Schelfeis eingenommene Bucht an der English-Küste des westantarktischen Ellsworthlands. Der Sund wird im Westen von der Smyley- und der Case-Insel, im Süden durch die Festlandküste, im Osten durch die Spaatz-Insel und nach Norden durch das offene Wasser des Ronne Entrance begrenzt.
Aus der Luft fotografiert und grob kartiert wurde er bei der Ronne Antarctic Research Expedition (1947–1948) unter der Leitung des US-amerikanischen Polarforschers Finn Ronne. Dieser benannte ihn nach Henry Stange, einem Unterstützer der Forschungsreise.